# Obermarchtal
Obermarchtal est une commune du Bade-Wurtemberg en Allemagne, arrondissement d'Alb-Danube, sur la Route Baroque de Haute-Souabe.

## Le monastère d'Obermarchtal

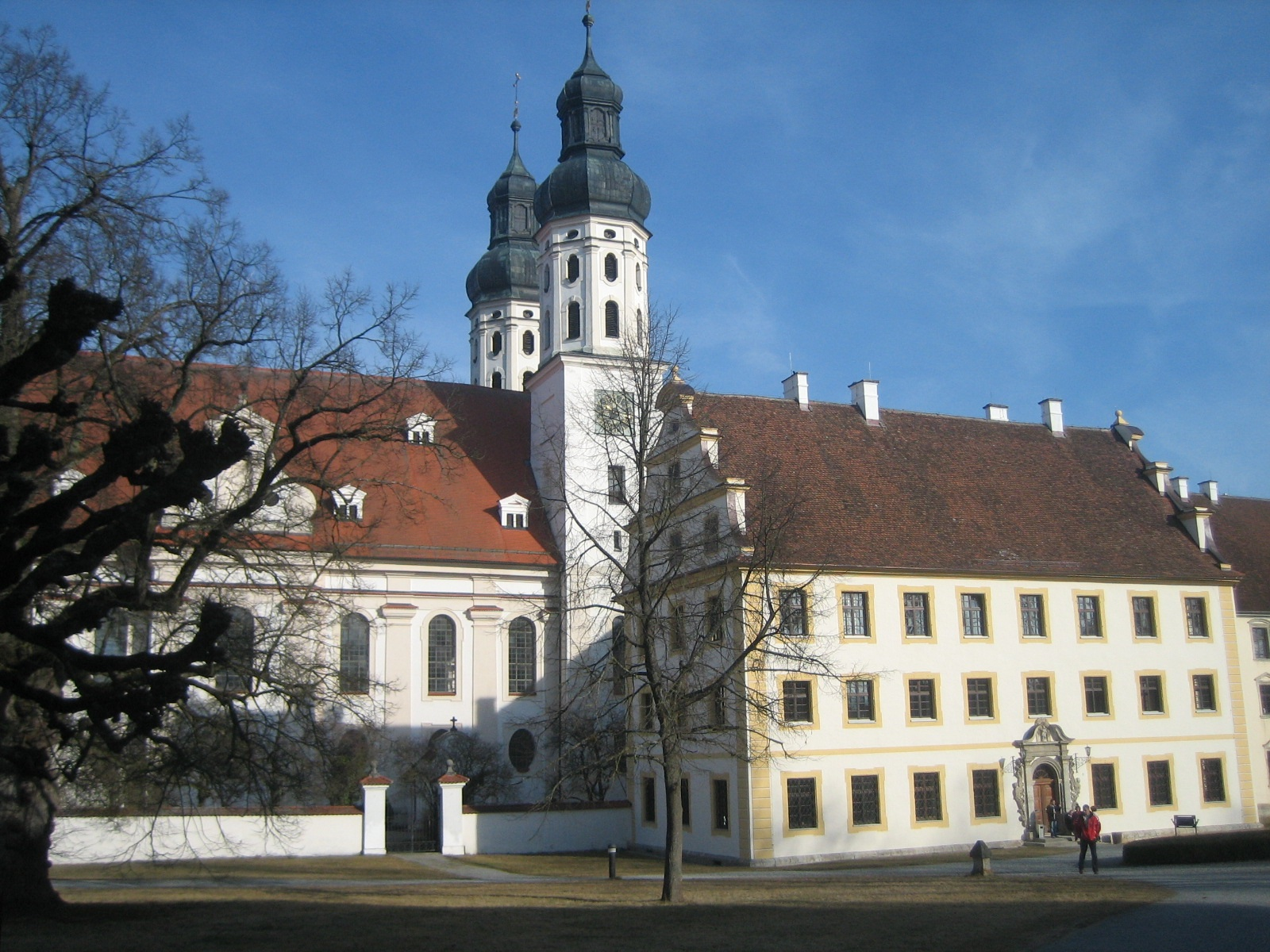
L'abbaye d'Obermarchtal.

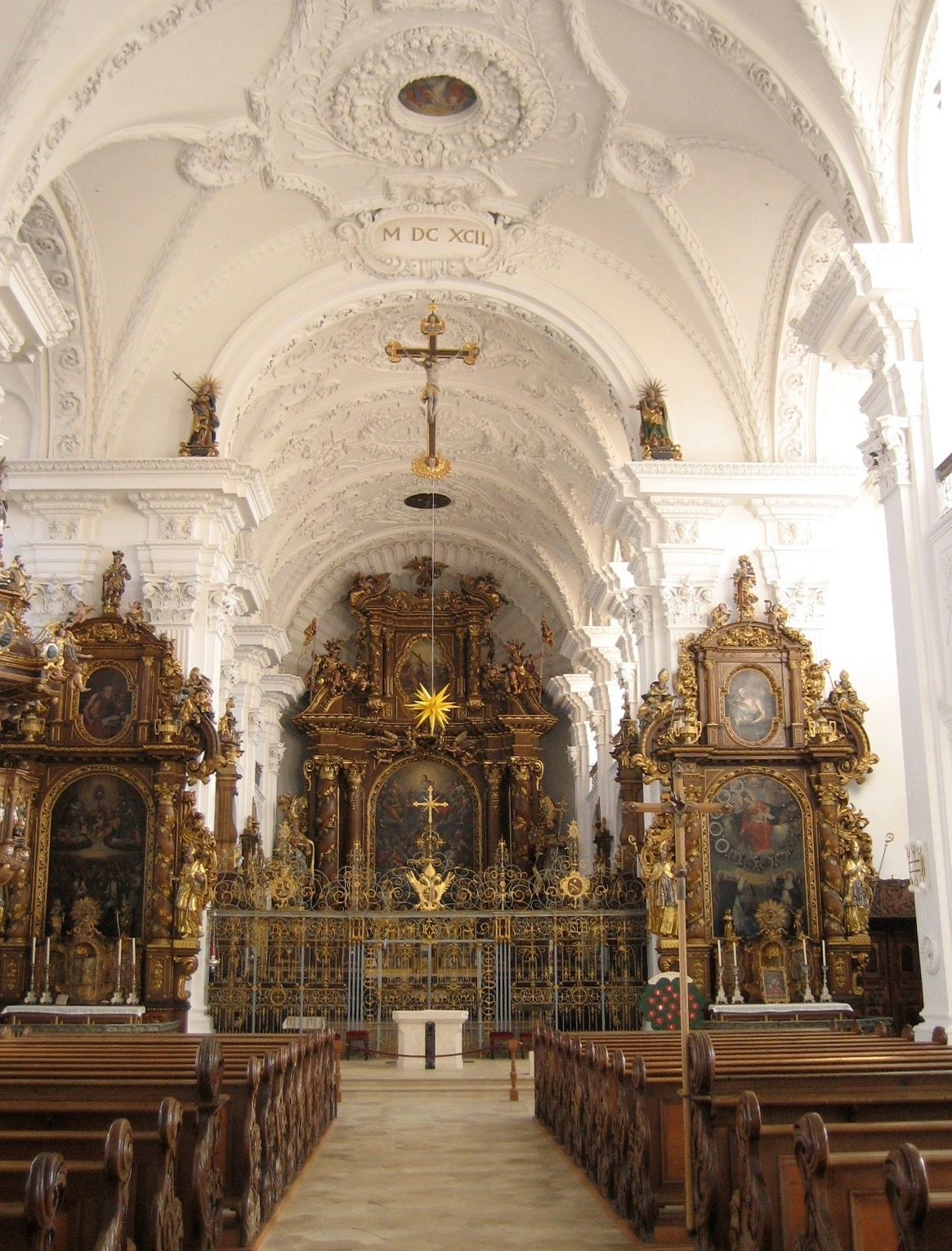
Intérieur de l'abbatiale

Le nom de la localité provient du mot « Manhala » (Vallée frontière).
En 776, sous la souveraineté du comte Halaholf, on y fonda un «Monasterium Marchtala» (le monastère Obermarchtal). Le duc Hermann II et son épouse Gerberga firent restaurer l'ancienne église Saint-Pierre et firent des donations au monastère. L'évêque Gebhard de Constance consacra l'abbaye le 10 février 996 et le 11 février 996, l'église paroissiale Sainte-Marie nouvellement construite.
En l'an 1500, le couvent des chanoines prémontrés fut nommé abbaye impériale. C'est sous l'abbé Nicolaus Wieritz que fut réalisée l'abbaye actuelle. M. Thumb de Bezau en fut l'architecte. Par suite de la sécularisation en 1802, l'édifice devint propriété du prince Thurn und Taxis.
L'église de l'ancien monastère, commencée en 1686, est l'une des premières réalisations de l'école du Voralberg. La rigidité de cette architecture baroque, accentuée par la lourdeur du mobilier, est toutefois allégée par la décoration de stucs de l'école de Wessobrunn.
Actuellement, l'ancienne abbaye appartient au diocèse de Rottenburg-Stuttgart. Les bâtiments accueillent à présent, une académie de formation continue pour instituteurs et un collège de filles.

## Liens
- (de) Le baroque à Obermarchtal
- (de) Curiosités à Obermarchtal